# Massalcoreig
Massalcoreig és un municipi de la comarca del Segrià, a la Província de Lleida. Té una extensió de 14 km² i es troba a una altitud de 94 metres sobre el nivell del mar. L'any 2022 tenia 589 habitants.
Es tracta de l'únic municipi de Catalunya per on passa el riu Cinca. També va ser la primera població catalana conquerida per les tropes franquistes de la Guerra Civil, el març del 1938.
| Entitat de població | Habitants (2024) |
| Massalcoreig        | 566              |
| el Pla d'Escarp     | 10               |
| Font: Idescat       |                  |

## Etimologia
L'etimologia del nom és bastant sorprenent, ja que es deriva de "manzal Qurayš", que es pot traduir com l'"hostal" o "posada" dels Banu Qurayš.
Es creu que aquesta posada o parador, conegut com a "manzil" en àrab, se situava al llarg de la via romana coneguda com "el camí del Diable", que connectava Ilerda (l'antiga Lleida) amb Caesaraugusta (l'antiga Saragossa). Aquest camí travessava el riu Cinca a través de Massalcoreig i conduïa cap a Celsa (actualment Velilla de Ebro).

## Geografia
- Llista de topònims de Massalcoreig (Orografia: muntanyes, serres, collades, indrets…; hidrografia: rius, fonts...; edificis: cases, masies, esglésies, etc.).

Massalcoreig està situat al Sud-oest de la comarca del Segrià. El terme municipal limita amb el Baix Cinca a l'interfluvi dels rius Cinca i Segre, que conflueixen a l'extrem Sud-oest del territori. Limita amb els municipis de Fraga al Nord, Torrent de Cinca a l'Oest (Els dos de la comarca del Baix Cinca), Seròs a l'est i La Granja d'Escarp al Sud.
El poble es comunica mitjançant la carretera local LV-7045, que enllaça amb la C-45 amb la que es pot anar a trobar la vila veïna de Seròs.
Des de la carretera C-45 també es pot enllaçar amb la N-II i la ciutat de Fraga. Un camí veïnal (Lo camí del pla) porta a la Granja d'Escarp d'on es pot anar a Seròs i Mequinensa. Un altre camí veïnal (Lo camí del cementeri ó Lo camí de Fraga) porta a Fraga. Aquest camí s'ha convertit en una de les vies més importants del poble, i és utilitzat també pels veïns de La Granja d'Escarp.
El relleu de Massalcoreig està format per planes amb elevacions estretes i allargades perpendicularment al riu Cinca i d'escassa altitud. La part de ponent i migdia del terme forma part de la zona fèrtil al·luvial dels rius, mentre que la de llevant pertany a la plataforma seccionada en turons i plans. Pel sector meridional circulen les aigües del canal d'Aragó i Catalunya, que s'ajunta amb el riu Segre ben a prop del monestir de Santa Maria d'Escarp.
|                        | Nord: Fraga             |            |
| Oest: Torrent de Cinca |                         | Est: Seròs |
|                        | Sud: La Granja d'Escarp |            |

## Demografia
| 1497 f | 1515 f | 1553 f | 1717 | 1787 | 1857 | 1877 | 1887 | 1900 | 1910 |
| ------ | ------ | ------ | ---- | ---- | ---- | ---- | ---- | ---- | ---- |
| 13     | 10     | 17     | 47   | 250  | 673  | 610  | 564  | 617  | 861  |

| 1920 | 1930 | 1940 | 1950 | 1960 | 1970 | 1981 | 1990 | 1992 | 1994 |
| ---- | ---- | ---- | ---- | ---- | ---- | ---- | ---- | ---- | ---- |
| 907  | 862  | 782  | 823  | 824  | 793  | 717  | 691  | 671  | 671  |

| 1996 | 1998 | 2000 | 2002 | 2004 | 2006 | 2008 | 2010 | 2012 | 2014 |
| ---- | ---- | ---- | ---- | ---- | ---- | ---- | ---- | ---- | ---- |
| 658  | 649  | 638  | 619  | 610  | 635  | 614  | 590  | 575  | 560  |

| 2016 | 2018 | 2020 | 2022 | 2024 | 2026 | 2028 | 2030 | 2032 | 2034 |
| ---- | ---- | ---- | ---- | ---- | ---- | ---- | ---- | ---- | ---- |
| 571  | 585  | 610  | 589  | 584  | -    | -    | -    | -    | -    |

## Associacions
Les associacions que existeixen a Massalcoreig tenen un paper molt important en la vida quotidiana del poble, ja que totes les activitats festives, lúdiques i culturals s'organitzen sempre en col·laboració amb elles.
- Associació de Jubilats "Estel de Ponent"
- Associació de Dones de Massalcoreig
- Associació de Joves "Jovent de Massalcoreig"
- AFA Escola de Massalcoreig
- Comissió de Festes de Massalcoreig
- Coral "El Roser"
- Grup de Lectura "Espai de Llibres a Massalcoreig"

## Política

### Resultats de les eleccions municipals del 2023 a Massalcoreig
| Candidatura | Candidatura                        | Cap de llista             | Vots | Regidors | % vots |
| ----------- | ---------------------------------- | ------------------------- | ---- | -------- | ------ |
|             | Ara Massalcoreig - Acord Municipal | Josep Maria Vallès Vallès | 272  | 7        | 98,19  |
|             | Blancs                             |                           | 5    |          | 0,905  |
|             | Nuls                               |                           | 5    |          | 0,905  |
| Total       | Total                              | 282                       | 282  | 7        | 75,2   |

| Període     | Alcalde o Alcaldessa      | Partit Polític                       |
| ----------- | ------------------------- | ------------------------------------ |
| 2023 -      | Josep Maria Vallès Vallès | Ara Massalcoreig - Acord Municipal   |
| 2019 - 2023 | Montserrat Jové Vidal     | Esquerra Republicana de Catalunya    |
| 2015 - 2019 | Sisco Juste Guardiola     | Units per Massalcoreig               |
| 2012 - 2015 | Sisco Juste Guardiola     | IM - Progrés Municipal               |
| 2011 - 2012 | Ramon Arbonés VIñes       | IM - Progrés Municipal               |
| 2007 - 2011 | Fernando Bieto Latorre    | Partit dels Socialistes de Catalunya |
| 2003 - 2007 | Fernando Bieto Latorre    | Partit dels Socialistes de Catalunya |